# Gustaf Fridolf Almquist
Gustaf Fridolf Almquist, född 31 oktober 1814 i Ed i Uppland, död 12 oktober 1886 på Hanstavik i Östertälje församling, var en svensk jurist, ämbetsman och riksdagsman. Han var son till Carl Gustaf Almquist, halvbror till Carl Jonas Love Almquist, far till Viktor Almquist, farfar till Bengt Idestam-Almquist och morfar till Dag Hammarskjöld.

## Biografi
Almquist avlade ämbetsexamina i Uppsala, inträdde 1833 som auskultant i Svea hovrätt, blev hovrättsfiskal 1843, assessor 1845 och hovrättsråd 1863, utnämndes till underståthållare i Stockholm samma år och till generaldirektör för Fångvårdsstyrelsen år 1867, en befattning han tog avsked från 1885. 
Almquist var 1871–1879 ledamot av första kammaren, invald i Västerbottens läns valkrets. I riksdagen skrev han två egna motioner: en om årliga offentliga redogörelser för ränte- och kapitalförsäkringsanstalternas förvaltning och en om ändrade bestämmelser ang straffarbete och fängelsestraffs verkställande i enrum.
Vid sidan av sina ämbeten hade Almquist en mängd förtroendeuppdrag. Som fullmäktig i Civilstatens pensionsinrättning 1847 tog han fram kalkyler som visade att pensionerna skulle kunna öka med 33 procent såväl för tjänstemän som för deras änkor och barn genom en mindre höjning av årsavgifterna. Det pensioneringsförslag som grundades på hans beräkningar antogs senare. Ett av Almquist 1862 avgivet förslag till särskild ränte- och kapitalförsäkringsanstalt för civila tjänstemän fick 1867 Kunglig Majestäts fastställelse. Som ledamot i en kommitté (1854) författade Almquist det betänkande, som låg till grund för den 1858 utfärdade kungliga stadgan angående sinnessjukas vård och behandling. 
Som chef för fångvården förbjöd han personalens hånfulla bemötande av fångar, som tidigare hört till vanligheterna. Han stod också bakom förberedelser för ett förbättrat fängelsesystem, inrättande av nattceller och arbetslokaler och ordnad skolundervisning vid centralfängelserna. 
Hans namn är mycket nära förknippat med den 1869 stiftade Fosterländska föreningen, den 1873 bildade Föreningen till minne af konung Oskar I och drottning Josefina till stöd för värnlösa och fallna och med åkerbrukskolonien Hall och Almska stiftelsen. Förordnad att på Sveriges vägnar delta i penitentiarkongressen i London 1872 författade Almquist en redogörelse för Sveriges brottmålslagstiftning och fängelseväsende under titeln A perçu sur la législation pénale et les établissements pénitentiaires en Suède.
Bland hans övriga skrifter märks La Suède, ses progrès sociaux et ses institutions pénitentiaires (1879) och Résumé historique de la réforme pénitentiaire en Suède depuis le commencement du XIX siècle (1885).